# Mirra
La mirra (del latín myrrha) es una sustancia resinosa aromática con propiedades medicinales. Se obtiene haciendo una incisión en la corteza del árbol Commiphora myrrha, de la cual exuda una resina gomosa de color amarillo que al secarse tiene formas irregulares y tonalidad pardo-rojiza. Crece al noreste de África, en Arabia (especialmente la procedente del Ẓufār) y en la región de Anatolia (Turquía). 
Era muy valorada en la Antigüedad, ya que era uno de los componentes para la elaboración de perfumes, incienso, ungüentos, medicinas y para diluir tinta en los papiros. Se usaba también para embalsamar a los muertos.
La mirra, en la época del Imperio romano, se utilizaba como anestésico para los moribundos o los condenados a muerte, y se solía dar mezclada con vino.
La gomorresina se ha empleado también como estimulante y tónico, y en la actualidad como antiséptico en enjuagues bucales y dentífricos, entre otros.
Esta sustancia tiene igualmente numerosas propiedades medicinales y se usaba para tratar la ronquera, la disentería y como antiparasitario.

## La mirra en la Biblia
En Éxodo en el capítulo 30, después de la salida de Israel de Egipto, Dios señala a Moisés que el incienso a utilizar en el tabernáculo debe estar constituido por mirra y canela. 
Los Reyes Magos procedentes de Oriente que llegaron al lugar del nacimiento de Jesús de Nazaret lo adoraron y obsequiaron con oro, incienso y mirra.